# Prasinocyma exililinea
Prasinocyma exililinea là một loài bướm đêm trong họ Geometridae.